# HD 26670
HD 26670，又名BD+61 687，SAO 13075、HR 1305，是一颗恒星，视星等为5.7，位于銀經144.78，銀緯8.04，其B1900.0坐标为赤經4h 8m 4.5s，赤緯+61° 8.04′ 56″。